# Curbia quadristrigaria
Curbia quadristrigaria là một loài bướm đêm trong họ Geometridae.